# Juventus Turin – AC Milan en football
Les rencontres entre la Juventus Turin et le AC Milan se réfèrent à l'antagonisme entre deux des principaux clubs du championnat italien. 
Malgré le fait que ces matchs représentent des affiches de la Serie A et que l'engouement pour ces rencontres est importante, les Juve-Milan ou Milan-Juve ne sont pas considérés comme des classiques.

## Histoire
En effet, le derby d'Italie oppose déjà la Juventus à l'Inter Milan. La Vieille Dame et les Rossoneri se sont par ailleurs associés sur des projets communs de marketing et font bloc face à leur rival commun qu'est l'Inter. Même si l’appellation derby d'Italie est de l'influent journaliste Gianni Brera en 1967, certains estiment que le véritable derby d'Italie est les matchs opposant la Juventus et le Milan AC, car ce sont les deux équipes italiennes les plus titrées.
La Juventus et le Milan AC ont récolté à eux deux plus de 50 championnats d'Italie (les deux clubs sont respectivement premier et troisième au palmarès de la Serie A) et neuf titres en Ligues des Champions (respectivement deux et sept sacres). Les deux clubs ont également remporté tous les deux la Coupe intercontinentale ou encore la Coupe des Coupes.
Dans les confrontations entre les deux clubs (dont la première rencontre eu lieu le 28 avril 1901 durant le championnat d'Italie 1901, se soldant par une victoire 2-3 du Milan au Campo Piazza d'Armi de Turin), l'avantage revient aux Bianconeri turinois. Avec plus de 200 rencontres officielles jouées, la Juventus possède 23 victoires d'avance sur l'AC Milan : 94 victoires pour le club de Turin, 71 pour le club de Milan et 79 matches nuls. Une des rencontres les plus marquantes a été la finale de la Ligue des Champions 2002-2003, qui a vu les Milanais s'imposer contre les Turinois aux tirs au but et remporter un nouveau titre continental.